# Chim-Nir
Chim-Nir Aviation - prywatne izraelskie linie lotnicze działające w latach 1991-2019. pecjalizowały się w organizacji wycieczek i prywatnych przelotów małymi samolotami dyspozycyjnymi oraz helikopterami. Jej macierzystym lotniskiem był port lotniczy Herclijja. 